# Dead of Night
Dead of Night (lub Deathdream) to kanadyjsko-amerykański film fabularny z 1972 roku w reżyserii Boba Clarka. W filmie w rolach głównych wystąpili Richard Backus, John Marley i Lynn Carlin. Fabuła koncentruje się na losach Andy’ego Brooksa, młodego weterana wojny wietnamskiej, który powraca do domu jako zombie i z trudem dostosowuje się do nowej rzeczywistości. Przypadłość Andy’ego jest alegorią zespołu stresu pourazowego weteranów wojennych. Obraz oparto na podstawie noweli W.W. Jacobsa The Monkey's Paw z 1902 roku. Projekt został pozytywnie oceniony przez krytyków, którzy okrzyknęli go dziełem niepokojącym i bezkompromisowym. Dziennikarz filmowy Brian Juergens uznał Dead of Night za jeden z najbardziej antywojennych filmów w historii. W styczniu 2010 obraz został zaprezentowany widzom Międzynarodowego Festiwalu Filmowego w Rotterdamie.

## Obsada
- Richard Backus − Andy Brooks
- John Marley − Charles Brooks
- Lynn Carlin − Christine Brooks
- Anya Ormsby − Cathy Brooks
- Henderson Forsythe − dr. Philip Allman
- Jane Daly − Joanne
- Michael Mazes − Bob
- Mal Jones − szeryf
- Bob Clark − oficer Ted (nieuwzględniony w czołówce)

## Opinie
Albert Nowicki (His Name is Death) wnioskował: "Clark nigdy nie wyjaśnia, co uczyniło z żołnierza zombie − w końcu zakończenie wojny wietnamskiej przyniosło Amerykanom więcej pytań niż odpowiedzi. W słowa nie zostają ubrane wewnętrzne konflikty Brooksów − w tym Andy’ego, jako sfatygowanego weterana − ani społeczne niepokoje, które ogarnęły Stany na początku lat 70. Dead of Night to film antywojenny, ale niezwykle subtelny, chwilami nawet wyrafinowany."

## Nagrody i wyróżnienia
- 1975, Sitges − Catalonian International Film Festival:
  - nagroda Medalla Sitges en Plata de Ley w kategorii najlepszy scenariusz (wyróżniony: Alan Ormsby)[7]